# 2B (Band)
2B war eine portugiesische Band, die aus Luciana Abreu und Rui Drumond bestand. Das Duo vertrat Portugal beim Eurovision Song Contest 2005 in Kiew (Ukraine). Seit dem Wettbewerb verfolgen Abreu und Drumond ihre eigenen Musikkarrieren.

## Werdegang
Das Duo wurde extra gegründet, um Portugal beim Eurovision Song Contest in Kiew zu vertreten. Einen Vorentscheid musste das Lied Amar („Lieben“), das sowohl portugiesisch- als auch englischsprachige Zeilen beinhaltet, nicht überstehen, es wurde vom portugiesischen Sender RTP intern ausgewählt.
In Kiew musste das Duo im Semifinale starten, da Sofia Vitória 2004 nicht den Sprung ins Finale schaffte. Dort erreichte es nur einen 17. Platz und konnte sich daher nicht für das Finale am darauffolgenden Samstag qualifizieren.
Drumond gewann später die zweite Staffel der Casting-Show The Voice Portugal. Er erhielt einen Plattenvertrag bei Universal und veröffentlichte 2014 sein Solo-Debüt Parte de Mim.